# Ste-Marie-Madeleine (Rennes-le-Château)

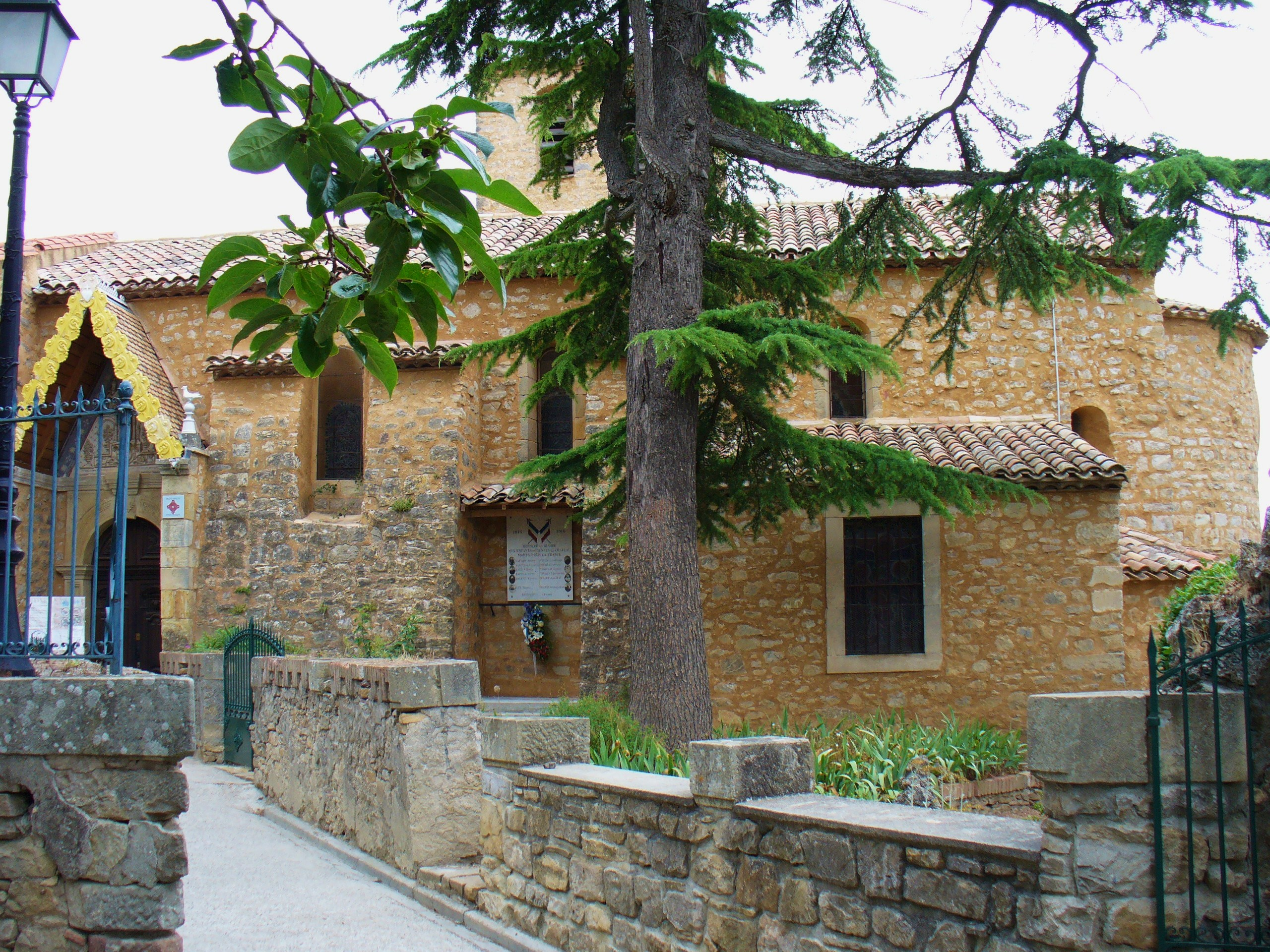
Die Kirche in Rennes-le-Château

Sainte Marie-Madeleine ist eine römisch-katholische Dorfkirche im südfranzösischen Rennes-le-Château. Sie wurde im Jahr 1059 eingeweiht und ist Maria Magdalena gewidmet. Der ehemalige Pfarrer der Dorfgemeinschaft, Abbé Bérenger Saunière, hat sie ab 1891 renovieren und umgestalten lassen. Die Kirche wurde 1994 als Monument historique klassifiziert.

## Ausstattung
Das Vordach am Eingang der Kirche hat Abbé Saunière um zwei gelbe Kachelreihen ergänzt, die sich an der Spitze in einem Sacre-Coeur treffen. Beide Kachelreihen werden jeweils von einer Taube abgeschlossen und sind in jeweils acht Segmente unterteilt. Direkt über dem Eingang sind folgende lateinische Inschriften eingemeißelt:
| Hic domus dei est et porta coelis   | (Hier ist das Haus Gottes und das Tor zum Himmel) |
| Domus mea domus orationis vocabitur | (Mein Haus wird das Haus der Gebete genannt)      |
| Terribilis est locus iste           | (Dieser Ort ist schrecklich)                      |
| Lumen in coelo                      | (Das Licht ist im Himmel)                         |

Die Inschrift „Dieser Ort ist schrecklich“ ist ein unvollständiges Zitat aus Genesis 28,17 (Jakobs Traum). Der vollständige Text lautet: „Dieser Ort ist schrecklich, es ist das Haus Gottes, das Tor zum Himmel“; er wird in der Liturgie der Kirchenweihe verwendet. Den zweiten Teil des Zitats findet man ein Stück unterhalb des an zentraler Stelle platzierten ersten Teils.
Auch die Inschrift „Mein Haus wird das Haus der Gebete genannt“ ist unvollständig. Vollständig lautet es: „Mein Haus wird das Haus der Gebete genannt, aber ihr habt einen Ort der Gauner daraus gemacht“.
Links neben dem Eingang befindet sich im Inneren der Kirche eine Statue des Dämons Asmodeus, der ein Weihwasserbecken trägt. Dieser blickt zu Boden. Früher war der Anblick des Dämons furchterregender als heute, unter anderem auch deshalb, weil er Glasaugen hatte. Der ursprüngliche Kopf des Asmodeus wurde ersetzt.
Oberhalb des Dämons befindet sich ein von Salamandern oder Greifen  getragener Kreis mit einer roten Fläche in dessen Mitte mit schwarzer Schrift die Buchstaben „BS“ zu lesen sind. Gleich darüber hat Saunière vier Engel platziert, in deren Hintergrund ein Kreuz zu sehen ist. Die Engel machen ein Kreuzzeichen. Zwischen dem Kreis und den Engeln steht der Satz „Par ce signe tu le vaincras“ („Durch dieses Zeichen wirst du ihn besiegen“). Dieser Satz findet sich in ähnlicher Weise als überlieferter Ausspruch des römischen Kaisers Konstantin. Ins Französische übersetzt lautet der Ausspruch des Kaisers: „Par ce signe tu vaincras“ („Durch dieses Zeichen wirst du siegen“).
Ebenfalls im Eingangsbereich der Kirche befindet sich der Beichtstuhl sowie ein dreidimensionales Wandbild mit der Seligpreisung, das sich fast über die ganze Breite des Raumes erstreckt.

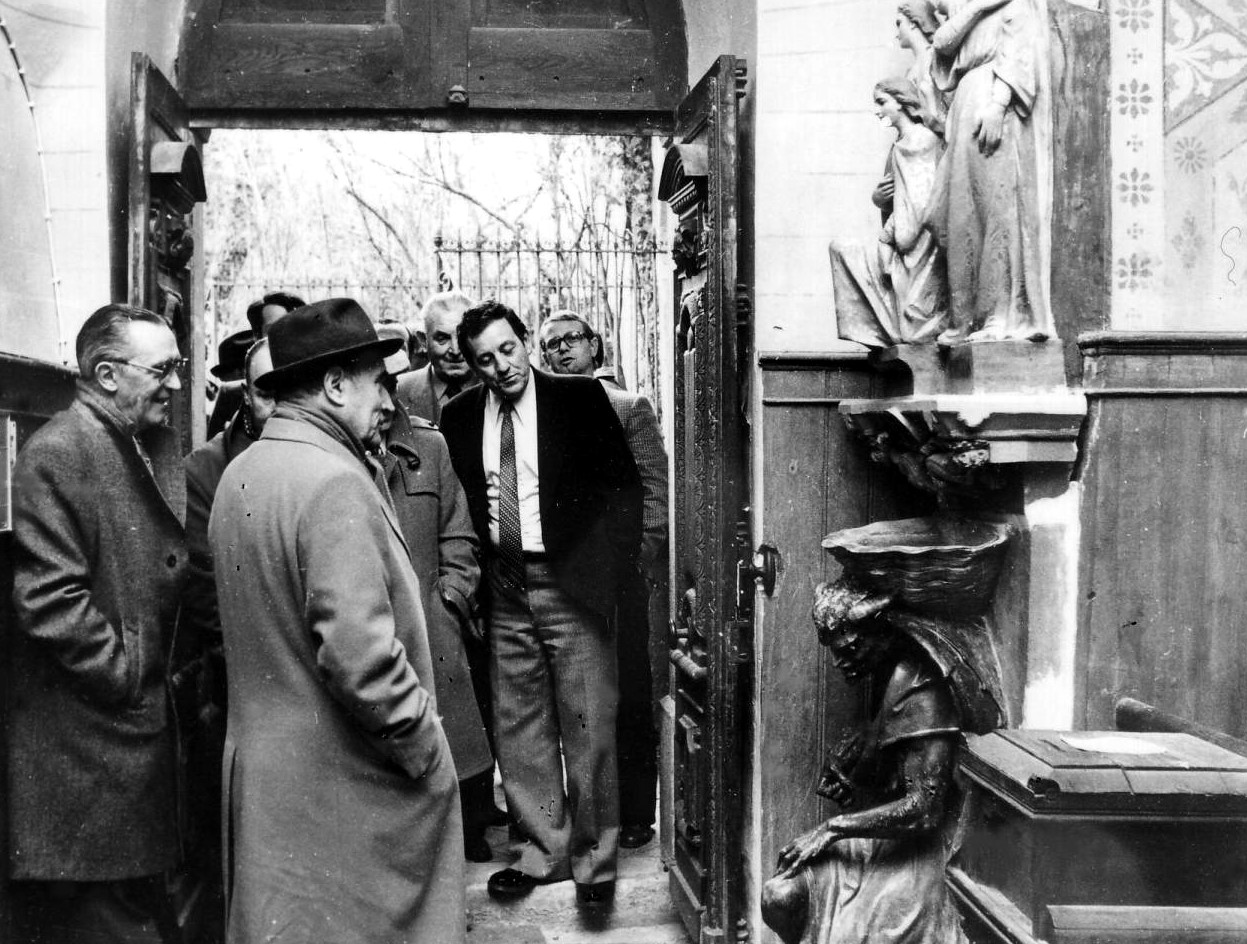
Im Wahlkampf 1981 ließ François Mitterrand sich gemeinsam mit Roger-Patrice Pelat in der Dorfkirche Sainte Marie-Madeleine vor dem Weihwasserbecken fotografieren.

Den Weg zum Altar säumen links und rechts der Sitzreihen Statuen der Heiligen St. Germaine, St. Madeleine, St. Antoin de Padoue, St. Antoine Ermite und St. Roch. Zwischen den Heiligenfiguren sind die 14 Kreuzweg-Stationen der Passion Christi platziert. Im Altarraum ist die heilige Familie dargestellt. Josef auf der linken und Maria auf der rechten Seite. Beide tragen auf ihren Armen jeweils ein Kind.
Am Altar ist ein Schnitzwerk angebracht. Es zeigt die weinende Maria Magdalena, die in einer Höhle vor einem Kreuz kniet, das aus zwei Ästen besteht. Einer der Äste blüht, der andere ist abgestorben. Darunter befindet sich die  Inschrift „Jesu Medela a vulnerum spes una poenitentium par magdalenae lacrymas peccata nostra diluas“.
Vom Altar aus gesehen rechts ist die Taufszene Jesu durch Johannes den Täufer dargestellt. Die Jesus-Figur stellt sich dabei als nahezu identisches, wenn auch seitenverkehrtes, Ebenbild des Asmodeus heraus.
Vor dem Altar entdeckte Saunière bei den Sanierungsarbeiten angeblich die sogenannte „Grabplatte der Ritter“. Sie lag wohl auf der Reliefseite, wodurch lange Zeit nur die glatte Seite sichtbar gewesen sein soll.
Am 2. März 1981, zwei Monate vor seiner Wahl zum französischen Präsidenten, besichtigte François Mitterrand das Dorf Rennes-le-Château mit seinen bekannten Gebäuden.

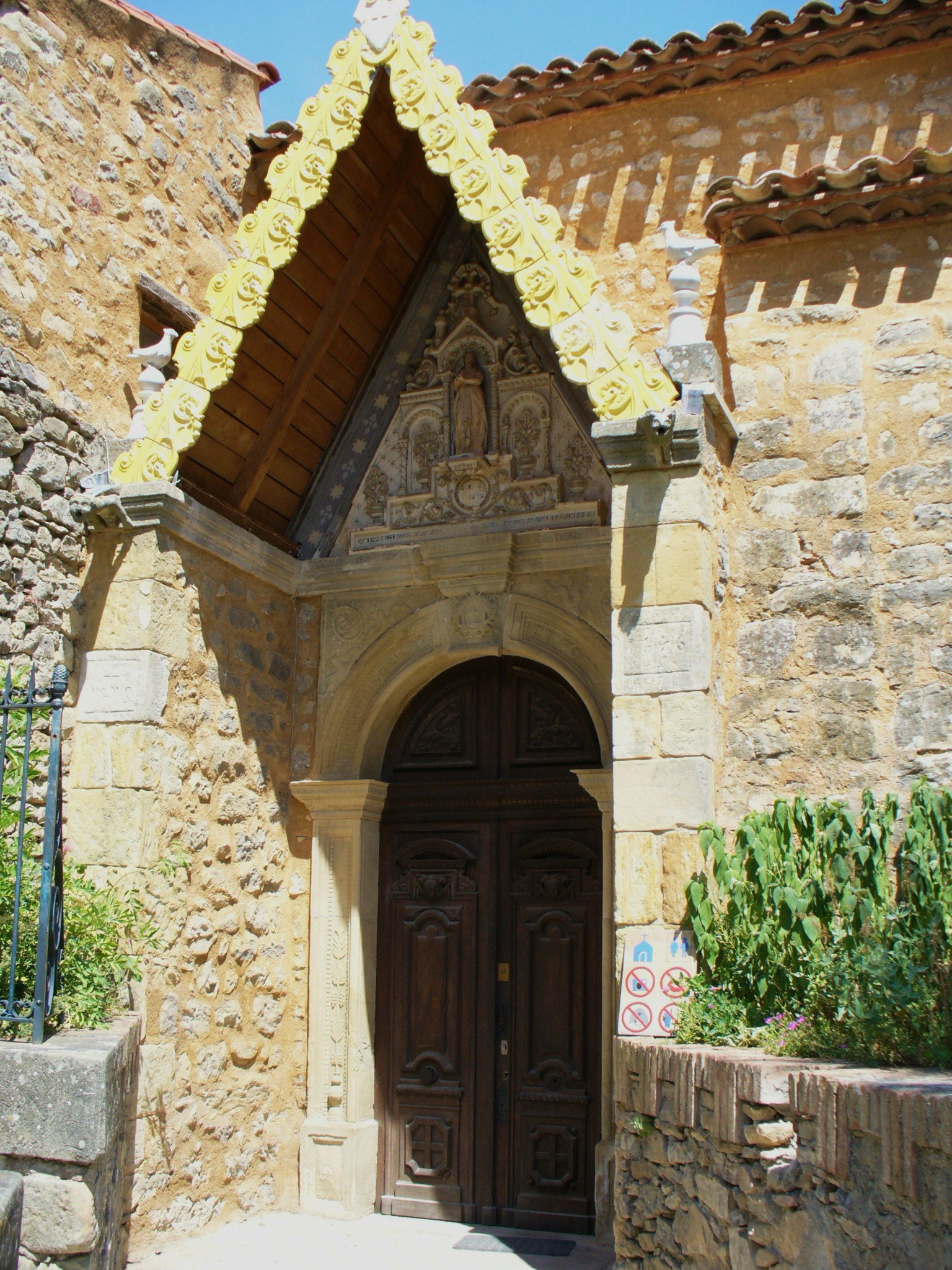
Das Eingangsportal der Kirche
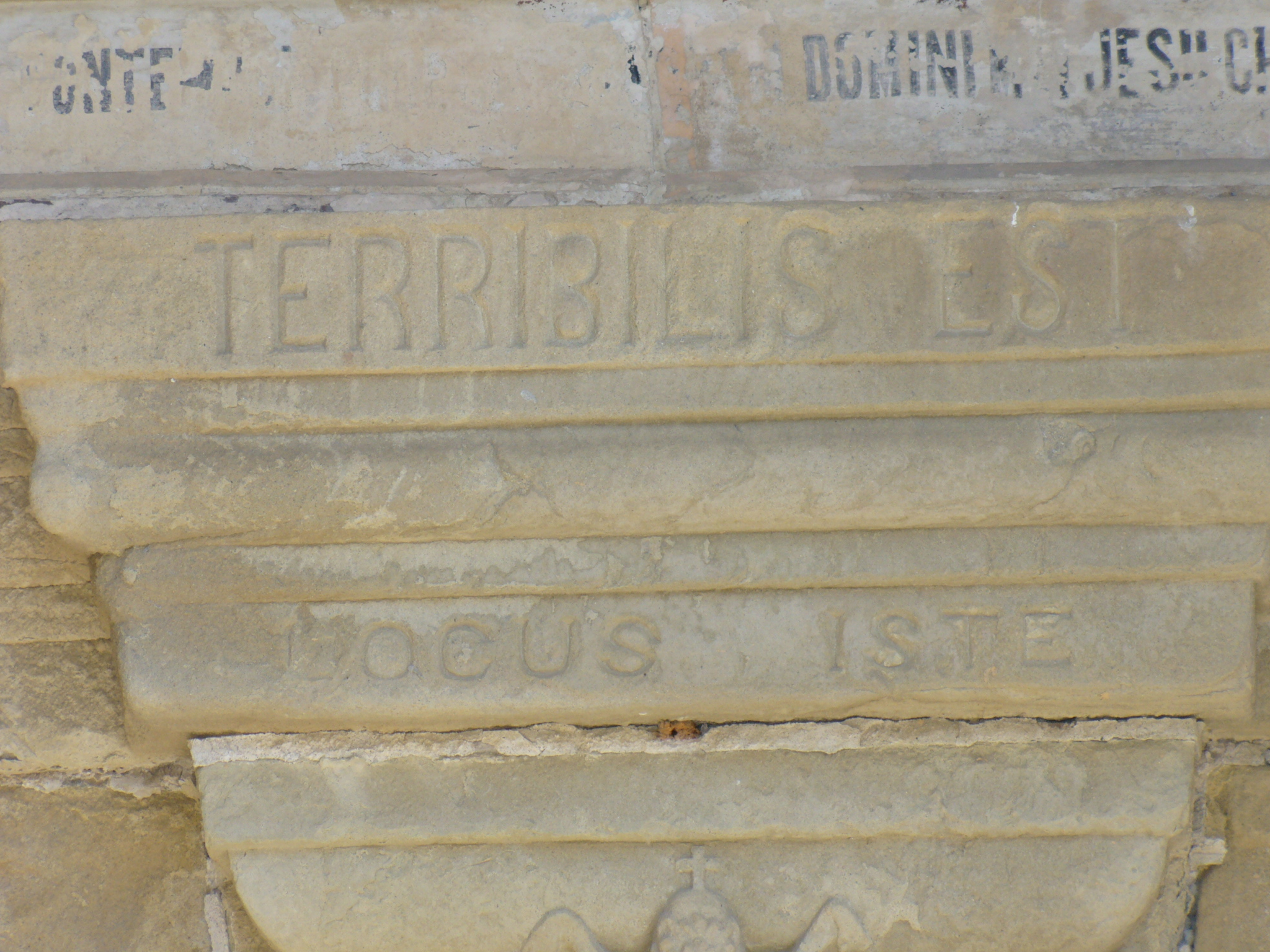
Eingemeißelte Inschrift über dem Eingangsportal der Kirche
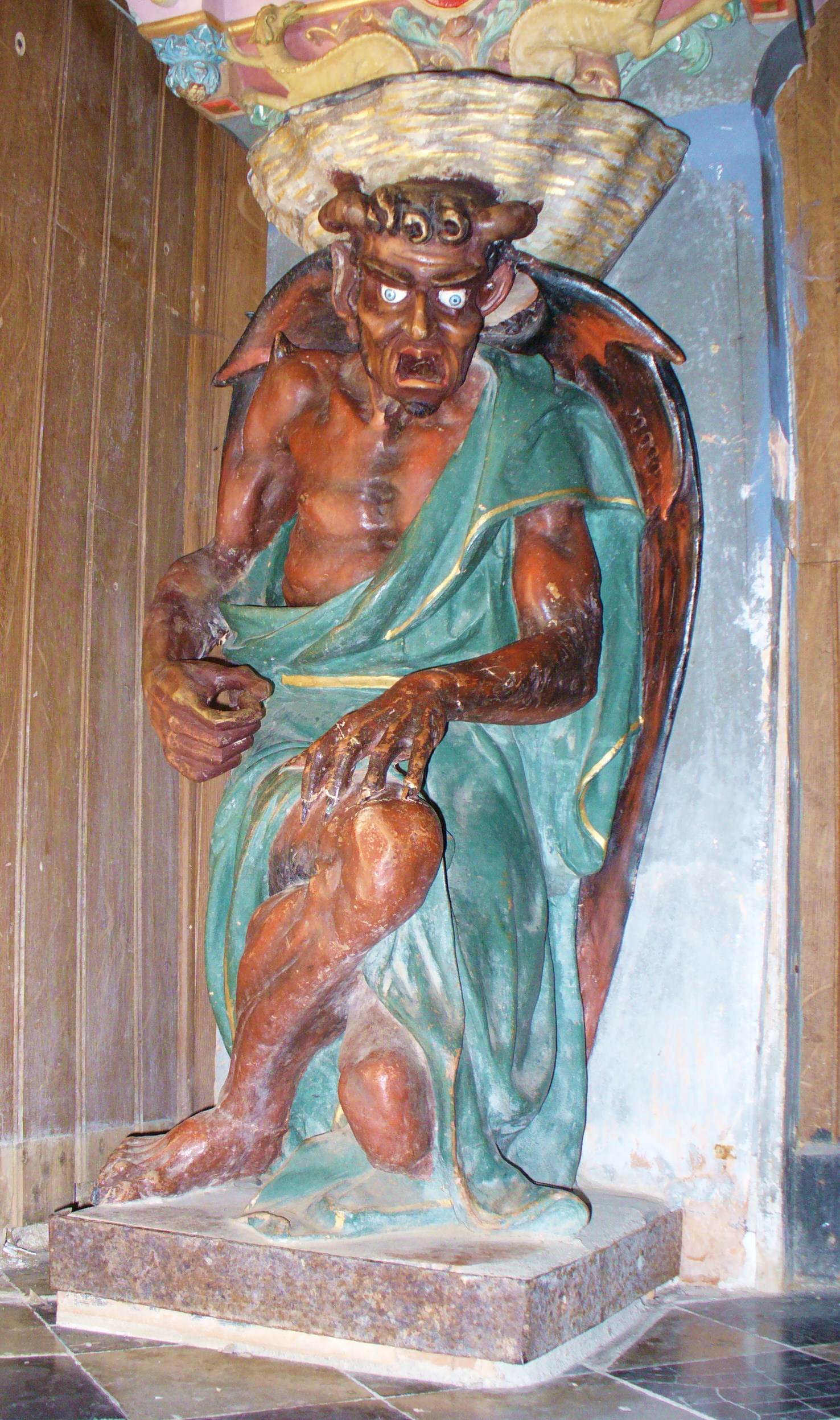
Der Dämon Asmodeus im Innenraum der Kirche
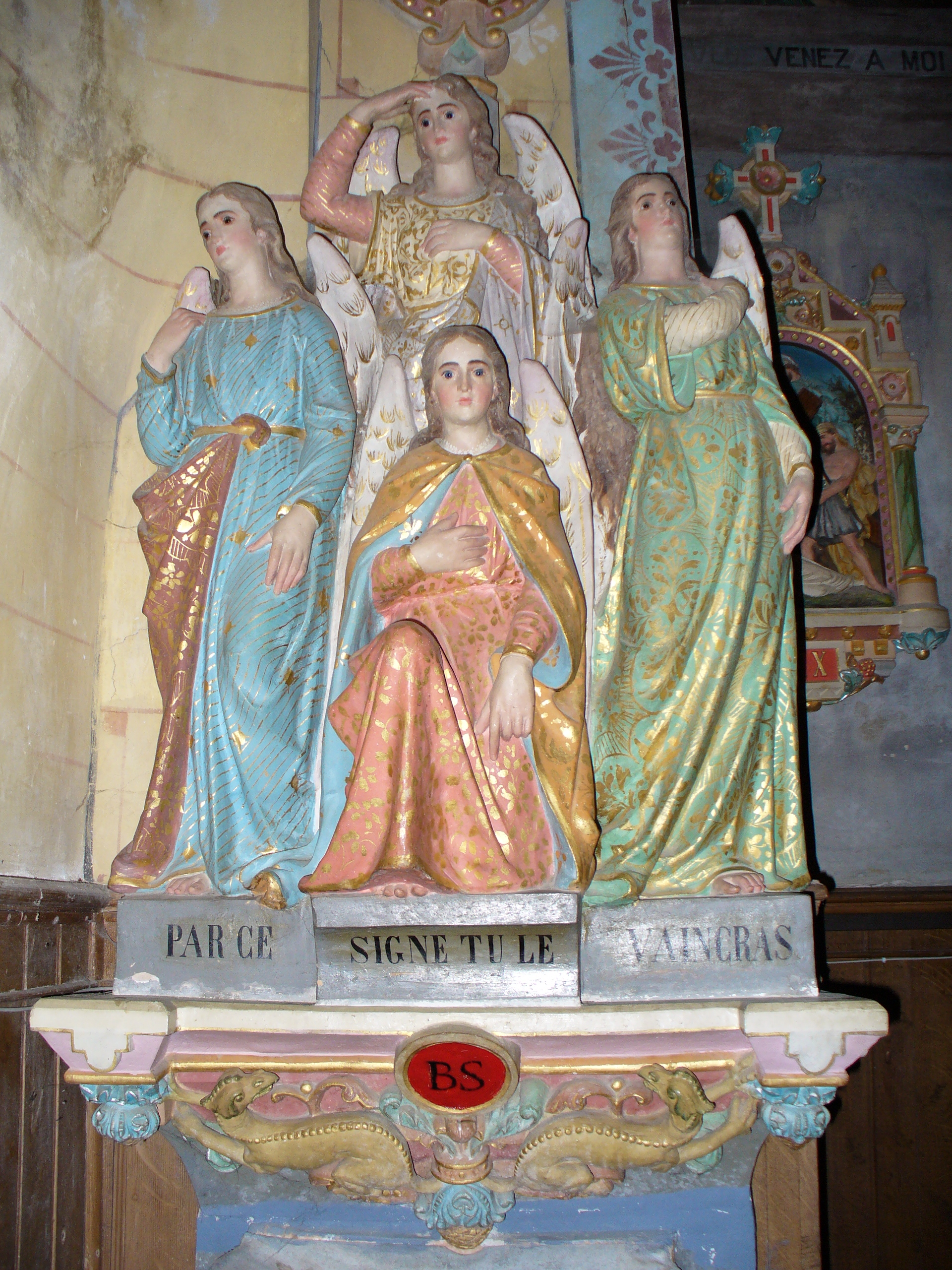
Die Engel über dem Weihwasserbecken
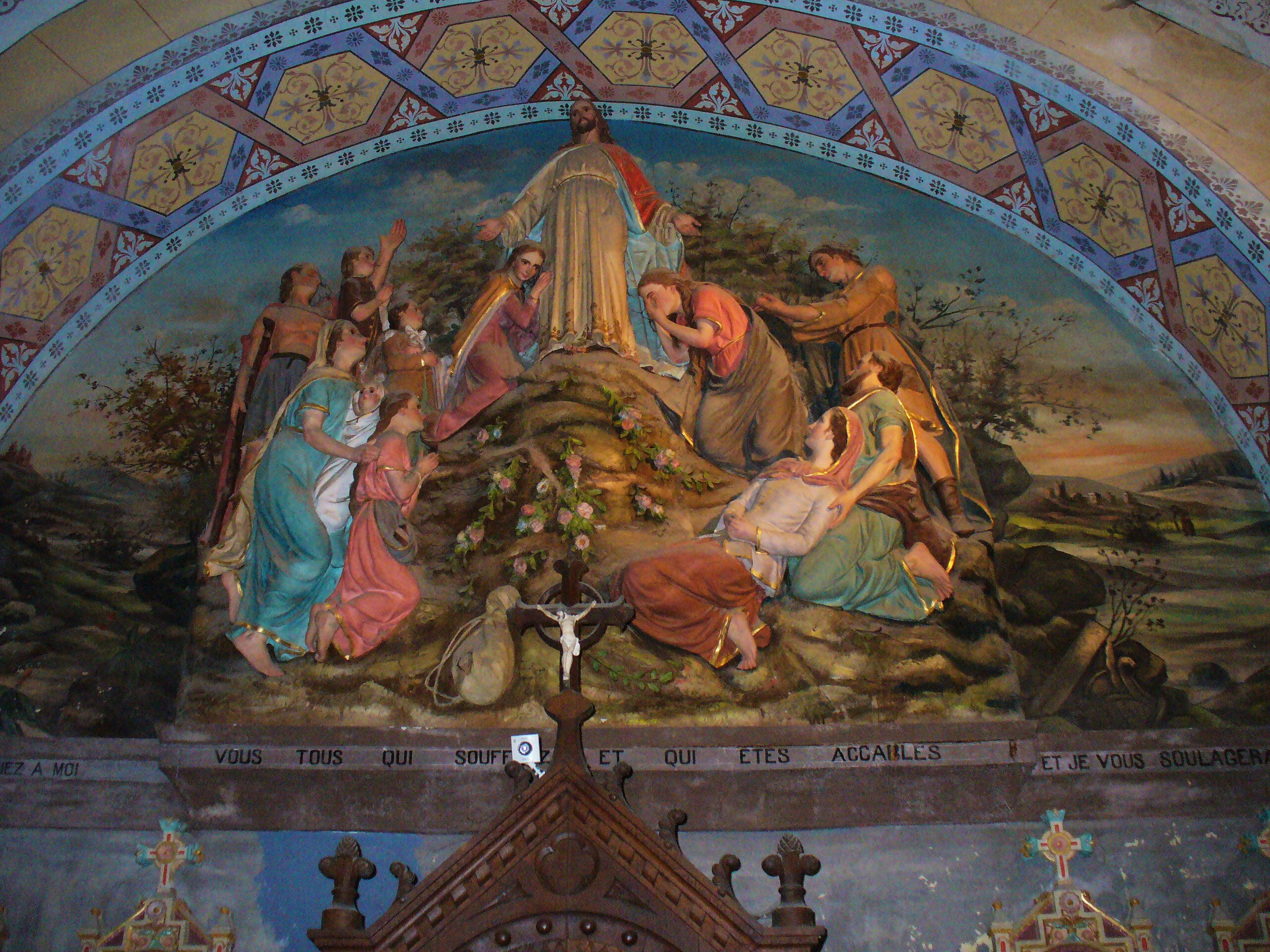
Der Berg der Seligpreisung
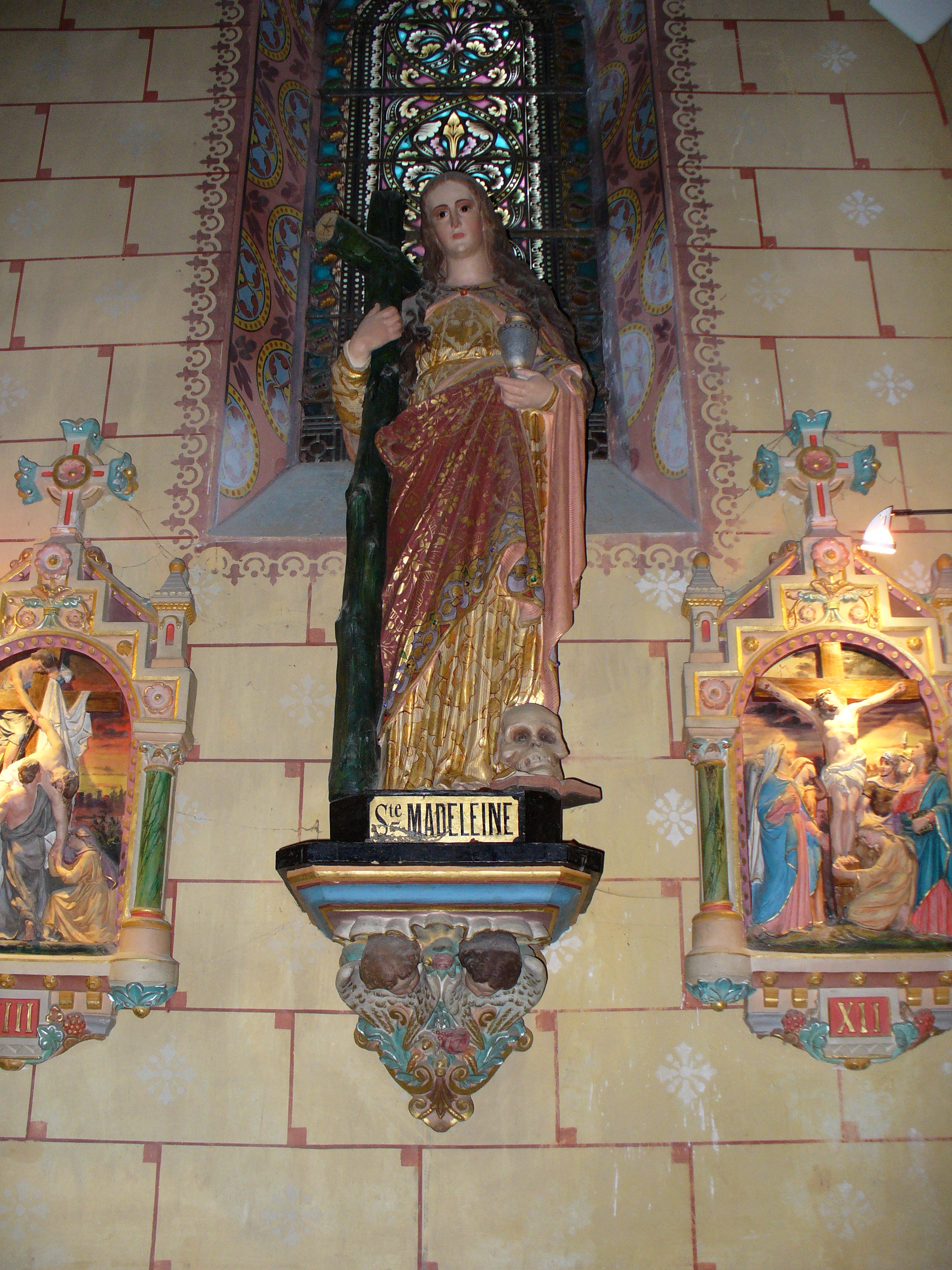
Figur der Maria Magdalena
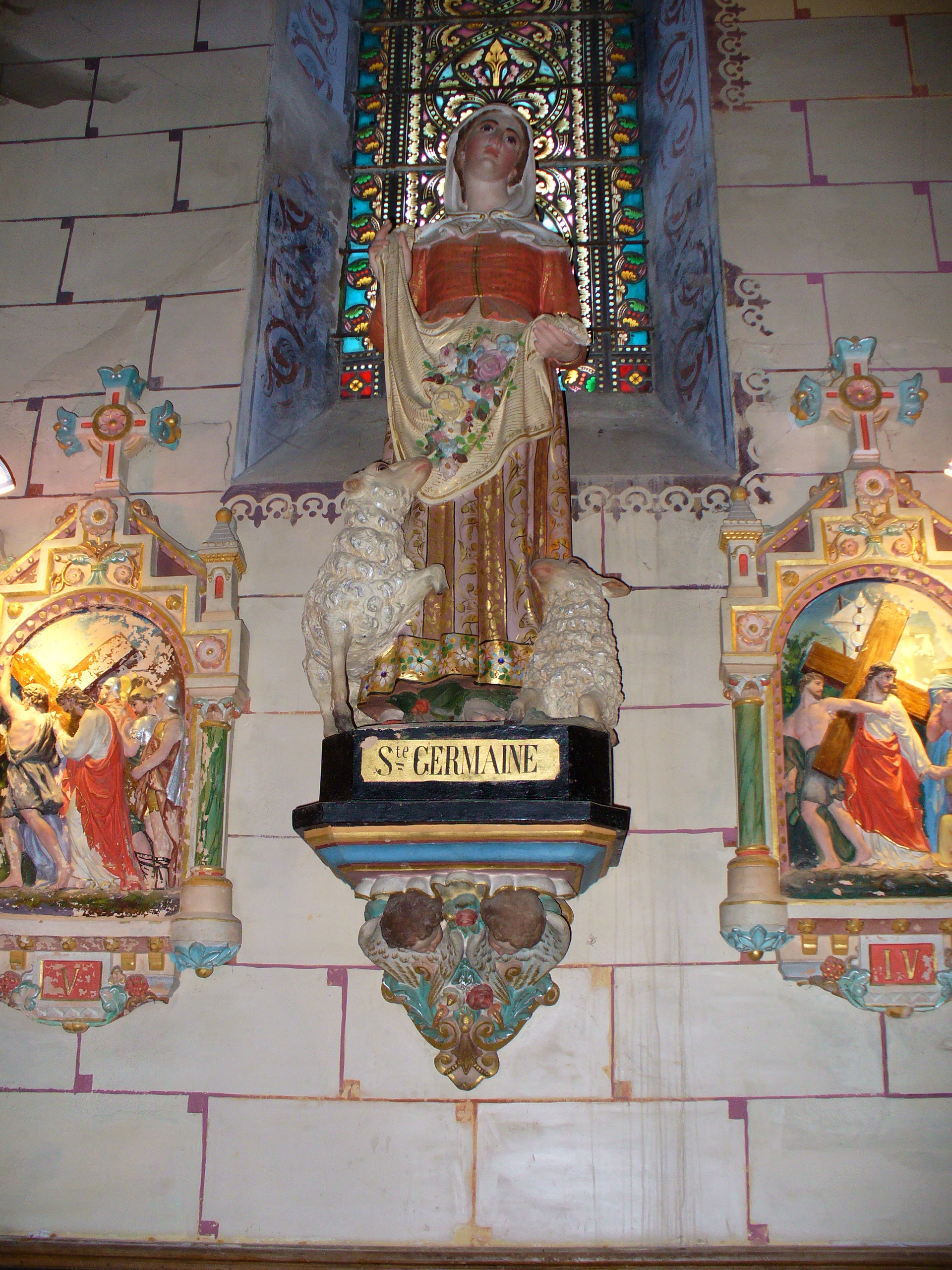
Figur der St. Germaine
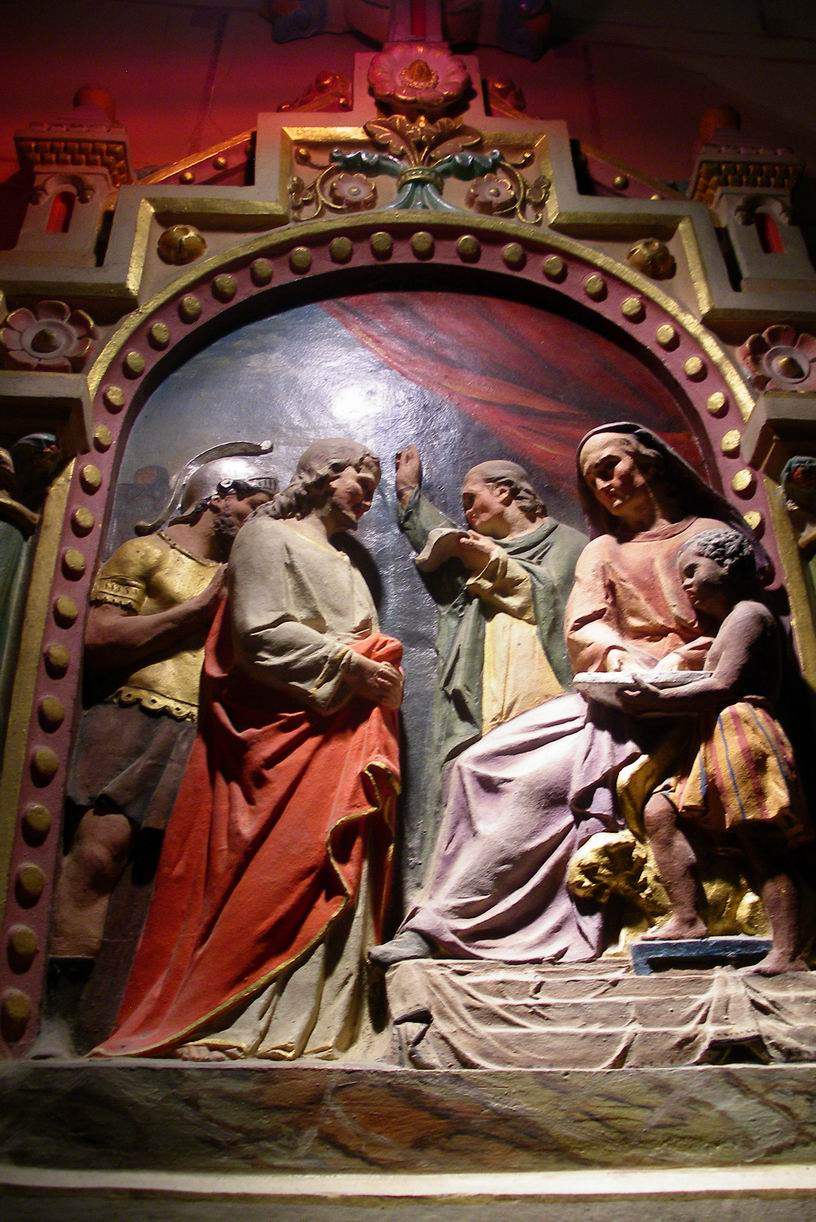
Erste Kreuzwegstation in der Kirche: Jesus vor Pontius Pilatus
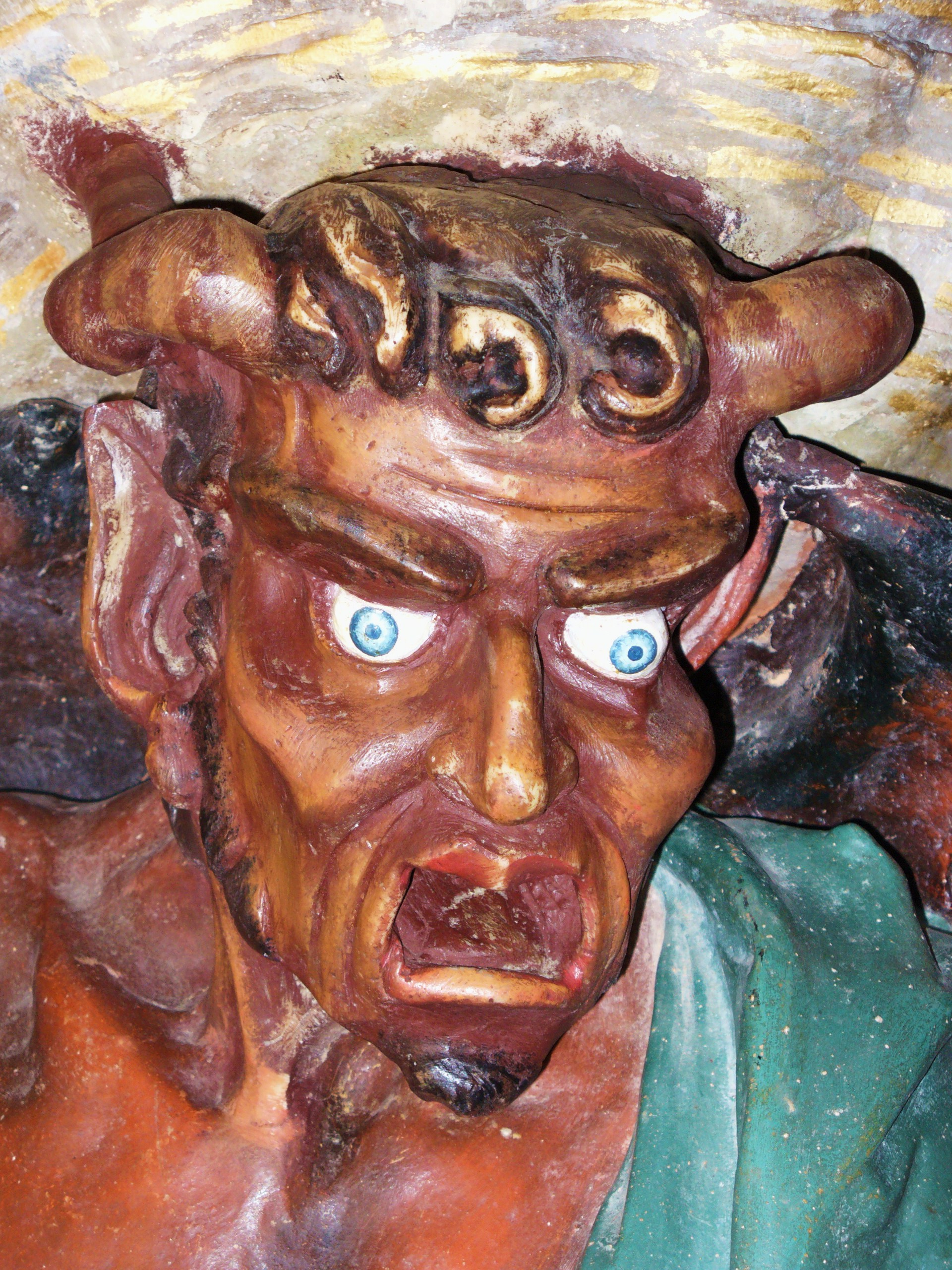
Der Dämon Asmodeus (Porträt)
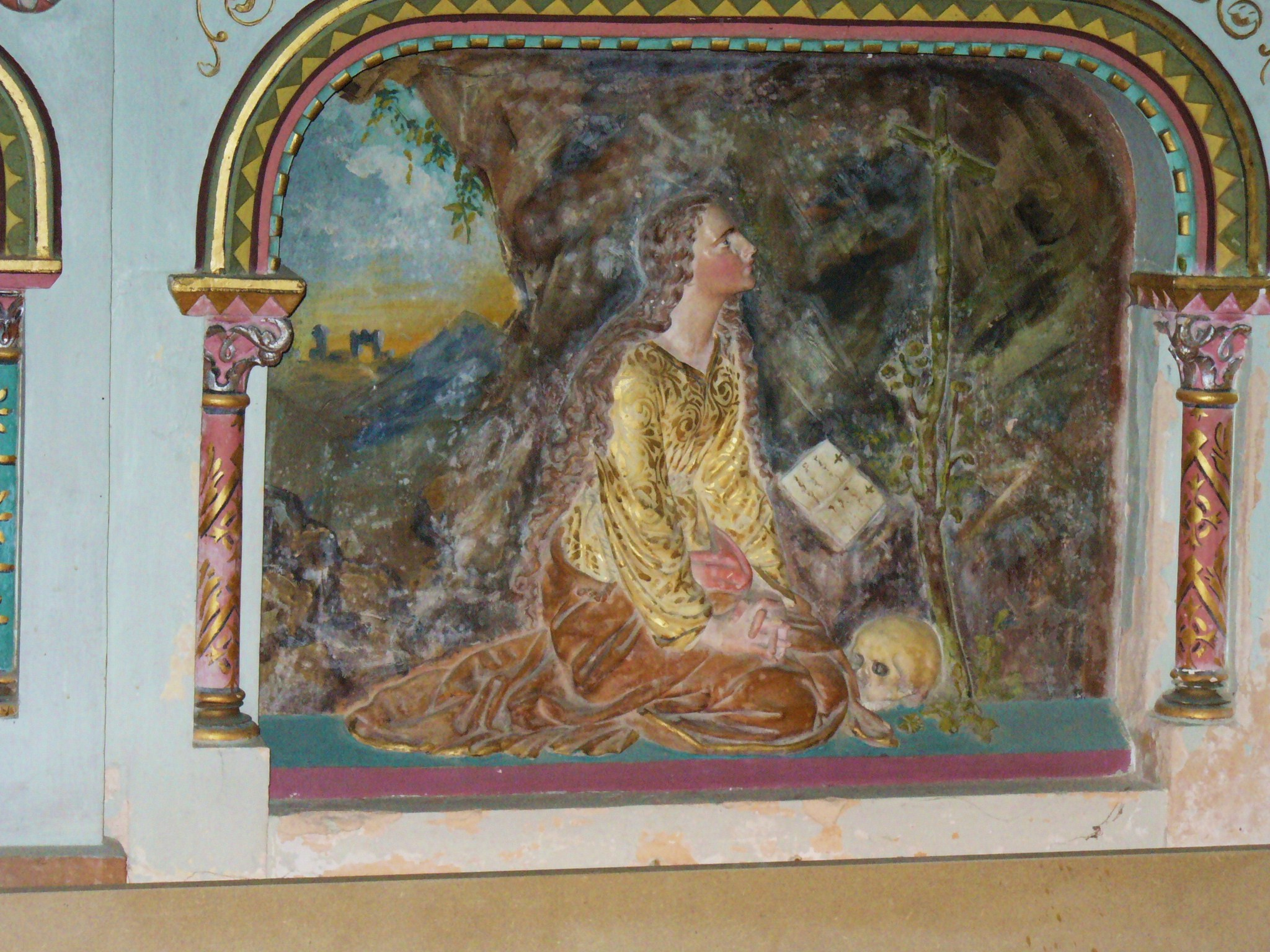
Schnitzwerk am Altar – Auf der unteren Umrahmung ist inzwischen wieder die im Text zitierte Inschrift aufgebracht

## Trivia
Einen gewissen Bekanntheitsgrad erlangte die Kirche durch eine Erwähnung in dem pseudowissenschaftlichen Buch Der Heilige Gral und seine Erben der Autoren Henry Lincoln, Michael Baigent und Richard Leigh und wurde mit weiteren Gebäuden in Rennes-le-Château Gegenstand moderner Legendenbildung. Darstellungen der Kirche und des Dorfes finden sich in dem Computerspiel Gabriel Knight 3.